# Порфирьев, Владимир Борисович
Влади́мир Бори́сович Порфи́рьев (26 июня 1899 или 26 июня [8 июля] 1899, Вятка — 30 января 1982, Киев) — советский учёный-геолог, академик АН УССР (с 1957).

## Биография
Родился 26 июня (8 июля) 1899 года в городе Вятке.
Окончил Ленинградский горный институт в 1926 году, работал в Геологическом комитете, с 1929 года — в Нефтяном научно-исследовательском институте в Ленинграде.
В 1938—1841 и 1944—1950 годах — научный сотрудник Института геологических наук АН УССР (с 1945 года — Львовского филиала этого института).
В 1951—1963 годах — директор Института геологии полезных ископаемых АН УССР.
С 1963 года работал в Институте геологических наук АН УССР — в 1963—1968 годах — директор, с 1968 года — заведующий отделом.
Проводил геологические исследования в нефтяных районах Средней Азии и Закавказья, изучал нефтеносность Украины, в частности Днепровско-Донецкой впадины, Карпат и Прикарпатья. Наук, труда — по вопросам геологии и геохимии горючих полезных ископаемых. Порфирьев — автор гипотезы происхождения нефти и теории происхождения озокерита. Разработал обобщенную теорию образования различных видов ископаемого угля.
Обосновал практическое использование менилитовых сланцев.

## Награды и премии
- 19?? — Орден Ленина
- 19?? — Орден Октябрьской Революции
- 19?? — Орден Трудового Красного Знамени
- 1971 — Государственная премия УССР в области науки и техники
- 1980 — Премия имени И. Вернадского АН УССР.